# Прапор Варви
Пра́пор Варви затверджений рішенням Варвинської селищної ради.

## Опис
Прапор Варви являє собою полотно прямокутної форми, довжиною і висотою (шириною) у співвідношенні 3:2, поділене по горизонталі на дві рівні частини: синю і жовту. У верхньому куті біля древка — герб Варви.
Символіка кольорів така:
- Синій — чисте небо як уособлення миру та спокою.
- Жовтий — пшеничне поле як уособлення достатку.